# رومان لوب
رومان لوب(به آلمانی: Roman Lob) (متولد ۲ ژوئیه ۱۹۹۰) یک خواننده اهل آلمان است.
وی در یوروویژن ۲۰۱۲ به نمایندگی از کشور آلمان با ترانه هنوز ایستاده شرکت کرد و در نهایت در مقام هشتم جای گرفت.